# 柳江街道
柳江街道，是中华人民共和国四川省成都市锦江区下辖的一个乡镇级行政单位。

## 行政区划
柳江街道下辖以下地区：
生研所社区、锦馨社区、包江桥社区、祝国寺社区和潘家沟社区。